# 夏長浦

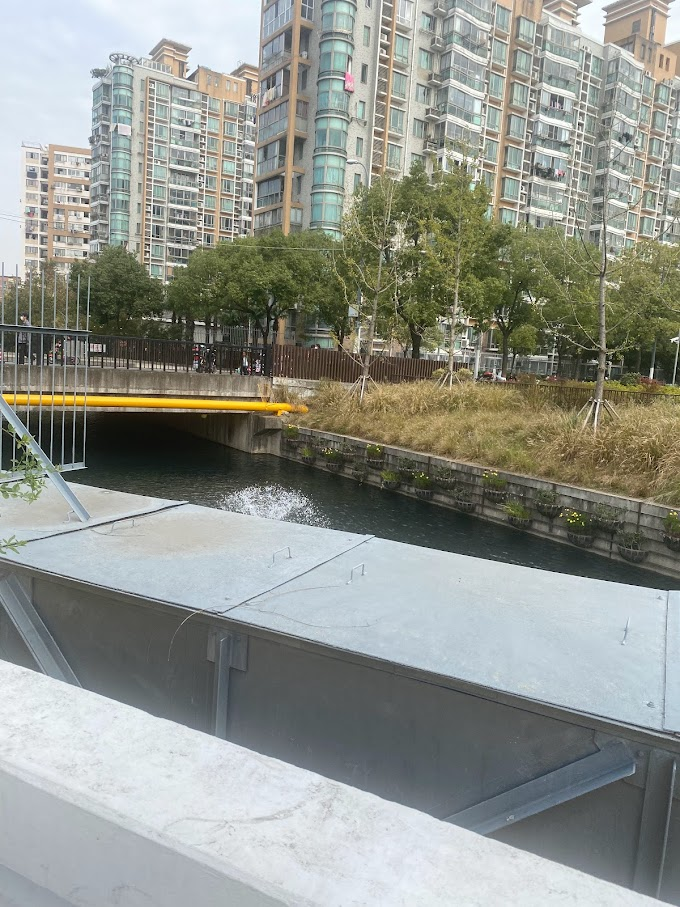
夏長浦

夏長浦是中華人民共和國上海市一條橫跨靜安區和寶山區的河流，也是一條斷頭河，為南北-東西走向河流。河流南起靈石路，東至彭越浦，全長2.8公里。河流上有鮑家橋（位於滬太路上）等共5座橋樑
河流原本是趙浦的北段，而赵浦为吴淞江故道虬江的支流，赵浦原本北起走马塘，南至潭子江（虬江），長度约7.5公里。1930年代中期以后，由于沪宁铁路货运支线、扩建新村路、辟建新沪路等工程，使得部分河段被填埋，剩下的河道北段稱為夏长浦或下长浦。中華人民共和國建國後，夏長浦一度被稱為走馬塘支河。此後管弄以南河段两岸先后兴建了石泉新村、铁路新村、旬阳新村、石岚新村。1958年辟筑石泉路和旬陽路，建石泉路桥。1970年，该河连接至走马塘约1公里的河段被填埋。1980年代初，旬阳路东侧河段填没。1980年前后，當局利用该河北段部分故河道开挖东西两条支河，东支河通彭越浦，西支河流入走马塘。1984年，石泉路桥拆除，附近一段河道被填埋。1986年，由于兴建管弄新村，辟筑岚皋路西段及建造岚皋路立交桥等，管弄北至滬寧铁路河段及其支流被填没。